# Gertrud Schmidt
Gertrud Schmidt, verheiratete Lohse (ab 1972) (* 18. Juli 1942 in Ozorkow, Wartheland) ist eine deutsche Leichtathletin und Olympiateilnehmerin, die – für die DDR startend – in den 1960er Jahren als 400-Meter- und 800-Meter-Läuferin erfolgreich war. Am 4. Oktober 1969 war sie in Cottbus an einem Weltrekord im 4-mal-800-Meter-Staffellauf beteiligt (8:33,0 min: Gertrud Schmidt, Gunhild Hoffmeister, Waltraud Pöhland, Barbara Wieck).
Einen DDR-Rekord im 800-Meter-Lauf stellte sie mit 2:03,2 min am 19. Juni 1968 in Berlin auf (zugleich gesamtdeutsche Bestleistung).
Bei den Olympischen Spielen 1964 belegte sie im 400-Meter-Lauf den siebten Platz (55,4 s). Bei den Europameisterschaften 1969 schied sie im 800-Meter-Vorlauf aus.
Gertrud Schmidt gehörte dem SC Traktor Schwerin an. In ihrer Wettkampfzeit war sie 1,63 m groß und 57 kg schwer.